# Ji Wei
Ji Wei (chiń. 纪伟; pinyin Jǐ Wěi; ur. 5 lutego 1984 w Tiencinie) – chiński lekkoatleta, płotkarz.

## Osiągnięcia
- srebrny medal Uniwersjady (bieg na 110 m przez płotki Bangkok 2007)
- 8. miejsce podczas mistrzostw świata (Berlin 2009)
- brąz w biegu na 60 metrów przez płotki podczas halowych mistrzostw Azji (Hangzhou 2012)
- brąz w biegu na 110 metrów przez płotki podczas igrzysk Azji Wschodniej (Tiencin 2013)

W 2008 Wei reprezentował Chiny podczas igrzysk olimpijskich w Pekinie, gdzie odpadł w drugiej rundzie eliminacyjnej. W roku 2011 zdobył srebrny medal w biegu na 110 m przez płotki podczas Światowych Wojskowych Igrzysk Sportowych 2011.

## Rekordy życiowe
- bieg na 110 m przez płotki - 13.40 (2007)